# American Leopard Hound
Der American Leopard Hound ist eine nicht von der FCI anerkannte Hunderasse aus den USA. Die Rasse wird vom UKC anerkannt und vom AKC im Hinblick auf eine mögliche Anerkennung in seinem Foundation Stock Service geführt.

## Herkunft und Geschichtliches
Laut UKC-Standard geht der American Leopard Hound auf Hunde der spanischen Eroberer zurück, die sich in der Gegend des heutigen Mexiko mit einheimischen Hunden vermischten. In der Folge wurden diese Hunde weiter nördlich zuerst zur Bärenjagd eingesetzt und entwickelten sich dann zu einem vielseitig verwendbaren Jagdhund.
1960 schlossen sich Züchter der Rasse zur American Leopard Cur Breeders Association zusammen. Die Rasse wurde 1998 als Leopard Cur vom UKC anerkannt; 2008 erfolgte die Umbenennung nach American Leopard Hound. Am 19. September 2012 nahm der AKC die Rasse im Hinblick auf eine mögliche Anerkennung in seinen Foundation Stock Service auf.

## Beschreibung
Der American Leopard Hound ist ein mittelgroßer bis großer, kräftiger Jagdhund vom Cur-Typ, der etwas länger als hoch ist. Der Kopf ist breit, mit mäßig ausgebildetem Stop und starker Schnauze. Die Hängeohren sind hoch angesetzt, die Rute gerade und beliebig lang. Das Haarkleid ist dicht und eng anliegend.
Die Fellfarbe ist leopardartig gefleckt (ähnlich wie beim Louisiana Catahoula Leopard Dog) in den Farben gelb, schwarz, gestromt, Schwarz und Loh, rot, blau oder mausfarben. Weiße Flecken und ein weißer Kragen sind zulässig, solange der Weißanteil einen Drittel der Körperoberfläche nicht übersteigt.

## Wesen und Verwendung
Die Rasse wird heute vor allem als Tree Dog verwendet, also als Jagdhund, der seine Beute auf einen Baum jagt und dort verbellt (wie z. B. Coonhounds). Die Fähigkeit, ein Beutetier unverletzt zu stellen, wird als besonders wichtig erachtet. Neben der Jagd auf kleine Beutetiere wird die Rasse auch zur Jagd auf Bären und Pumas verwendet.